# سامانتا هنری رابینسون
سامانتا هنری رابینسون (انگلیسی: Samantha Henry-Robinson؛ زادهٔ ۲۵ september ۱۹۸۸ (۳۶ سال)) ورزشکار دو و میدانی اهل جامائیکا است.
وی در مسابقات کشوری و بین‌المللی در مجموع برندهٔ ۱ مدال نقره شده‌است.